# Telefono del vento
ll telefono del vento (風の電話?, kaze no denwa) è un monumento situato nella cittadina di Ōtsuchi, in Giappone. È costituito da una cabina telefonica non funzionante i cui visitatori intrattengono idealmente conversazioni con i propri cari defunti.
Creato nel 2010 dal designer di giardini Itaru Sasaki a seguito della morte di un cugino, l'anno successivo fu aperto al pubblico dopo che un terremoto e il conseguente maremoto uccisero oltre 15 000 persone nella regione di Tōhoku. Da allora il monumento ha accolto oltre 30 000 visitatori ed è stato replicato in diverse parti del mondo, oltre a ispirare diversi romanzi e film.
Il telefono del vento di Ōtsuchi è una cabina telefonica bianca con pannelli in vetro al cui interno si trova un apparecchio telefonico nero, scollegato da qualsiasi linea e poggiato su una mensola metallica, con accanto un quaderno che funge da registro per firme e pensieri dei visitatori.

## Storia
Nel 2010 Itaru Sasaki, designer di giardini di Ōtsuchi, apprese che suo cugino era affetto da un cancro in fase terminale per cui gli rimanevano solo tre mesi di vita. Dopo la morte del parente, nel dicembre 2010, Sasaki decise di porre nel suo giardino una vecchia cabina telefonica così da poter continuare a sentirsi in contatto con il defunto, "parlando" idealmente al telefono con lui.

Secondo Sasaki, il telefono del vento non è stato progettato con una connotazione religiosa specifica, ma piuttosto come un modo per riflettere sulla perdita della persona cara; in un'intervista dichiarò: «Poiché i miei pensieri non potevano essere trasmessi su una normale linea telefonica, volli che fossero portati dal vento».

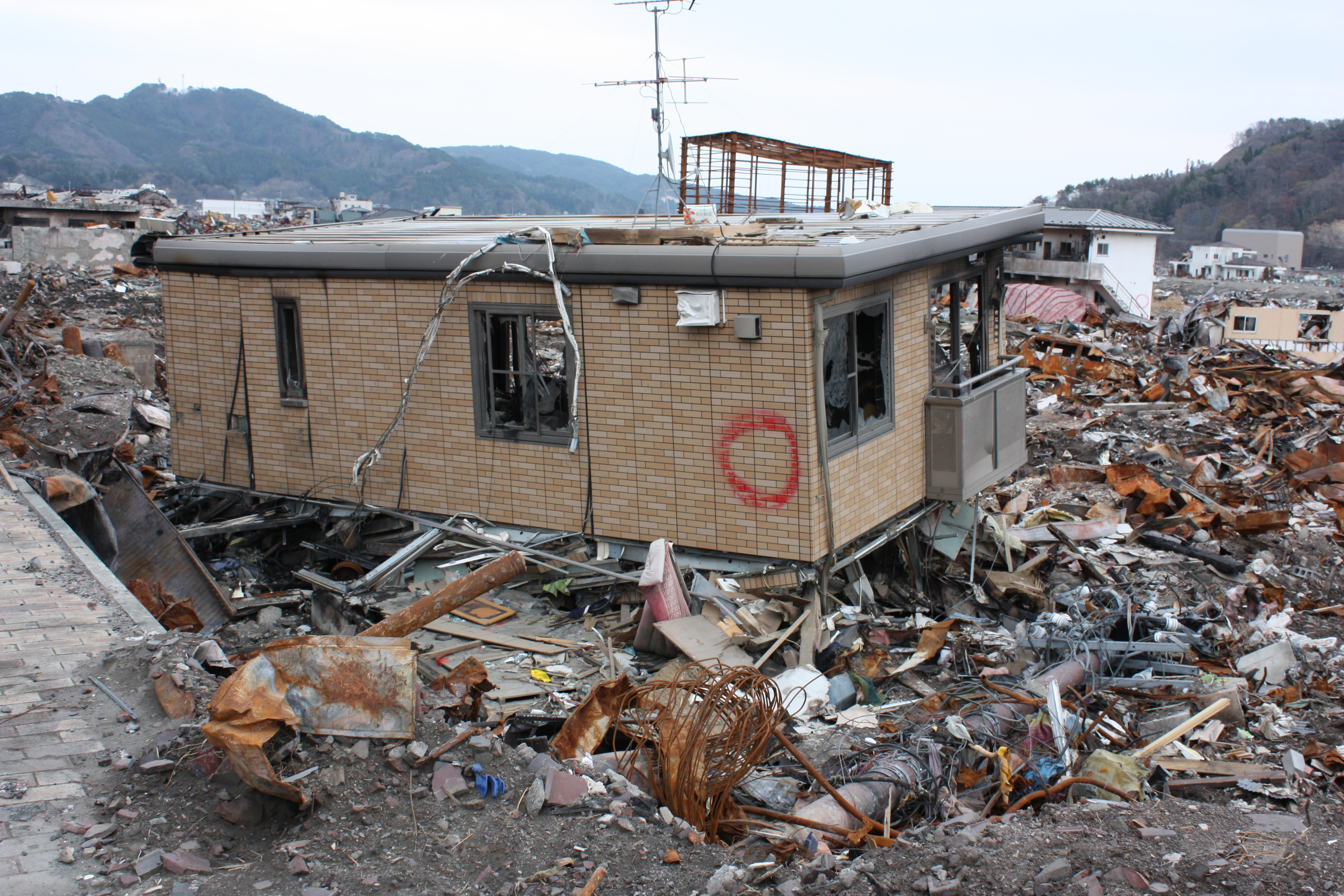
Un edificio di Ōtsuchi danneggiato dal maremoto del 2011.

L'11 marzo 2011 si verificò il più potente terremoto registrato fino ad allora nella storia del Giappone: un sisma di magnitudo 8,9-9,0 con epicentro in mare che produsse un enorme tsunami. I due eventi combinati causarono oltre 15 000 vittime nella regione di Tōhoku, oltre 1 200 delle quali nella sola cittadina di Ōtsuchi (pari a circa il 10% della popolazione). A seguito dell'evento, Sasaki decise di aprire al pubblico il suo telefono del vento, per consentire ai visitatori di "chiamare" i loro amici e familiari morti nel disastro. Da allora il luogo è stato visitato da oltre 30 000 persone.
Con il tempo, per l'esposizione alle intemperie, alcune parti in legno e metallo della cabina iniziarono a deteriorarsi e a richiedere interventi di manutenzione; nell'aprile 2018 Sasaki dichiarò che sperava di poterle sostituire a breve e il pubblico rispose con una raccolta fondi che fruttò oltre un milione di yen con cui, nell'agosto seguente, l'uomo poté sostituire la struttura originale della cabina con una in alluminio.

## Nella cultura di massa

### Letteratura
Nel 2017 Sasaki ha scritto un libro di riflessioni intitolato Kaze no Denwa – Daishinsai Kara Rokunen, Kaze no Denwa o Tooshite Mieru Koto (ossia Il telefono del vento: quello che ho visto via telefono nei sei anni dal terremoto) e pubblicato da Kazama Shobo.
Il romanzo del 2020 Quel che affidiamo al vento della scrittrice italiana Laura Imai Messina racconta la storia di una donna che perde la sua famiglia nello tsunami di Tōhoku e intraprende quindi un viaggio verso il telefono del vento, durante il quale incontra un vedovo e sua figlia che hanno subito perdite simili. Il romanzo è stato ispirato da una visita di Messina al telefono del vento di Ōtsuchi nel 2011.

### Cinema
Il cortometraggio del 2019 The Wind Phone, scritto e diretto dall'austriaca Kristin Gerweck, narra le vicende di sette diversi personaggi che fanno visita al telefono del vento giapponese. Come da lei dichiarato, la Gerweck scrisse la sceneggiatura della sua opera quando, dopo la morte di sua nonna, venne a conoscenza dell'esistenza del telefono.
Kaze no Denwa è il titolo di un film giapponese del 2020 diretto da Nobuhiro Suwa, che narra le vicende di una studentessa che, dopo aver perso la sua famiglia nel terremoto del Tōhoku, torna nella propria città natale anni dopo e quindi si reca al telefono del vento.

## Repliche

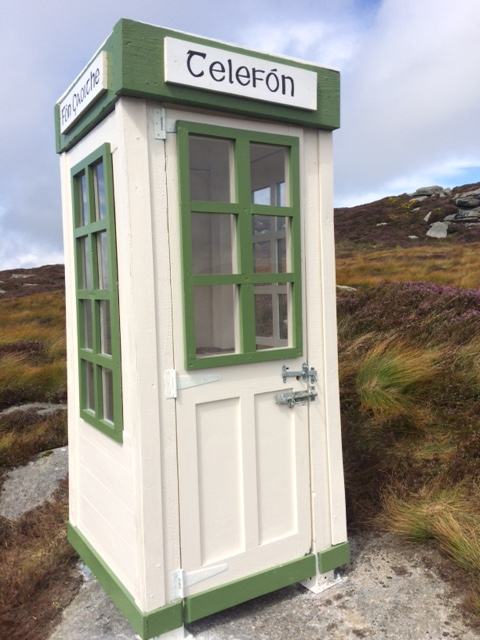
Telefono del vento a Two Rock Mountain, Irlanda, nel 2017

Negli anni, installazioni analoghe al telefono del vento di Ōtsuchi sono comparse in tutto il mondo. Una delle prime fu realizzata nel febbraio 2017 a Oakland, in California, dall'artista locale Jordan Stern che volle così commemorare 36 persone morte nell'incendio di un magazzino, tra cui un suo amico.
Nell'agosto 2017 Altrúchas, un collettivo di artisti anonimi irlandesi, allestì un telefono del vento in cima alla Two Rock Mountain (Binn Dá Charraig), una collina poco fuori Dublino. La cabina, costruita con materiali di recupero e installata senza permesso, fu distrutta per ragioni ignote a meno di due settimane dalla sua realizzazione. Alcuni membri di Altrúchas a tal proposito dichiararono che la distruzione era: «Un'affermazione forte da parte di persone cui il progetto non piaceva» ma che non avrebbero lasciato che ciò li «distogliesse dalla positività».
Nell'ottobre 2020 Susan Vetrone, statunitense di Marshall nella contea di Madison (Carolina del Nord), contattò lo scultore Steve Reed per realizzare un telefono del vento che fece porre lungo una strada di campagna nei dintorni della sua cittadina di residenza. La donna diede inizio al progetto allorché, poco dopo la morte della madre, sentì parlare per la prima volta dell'opera di Ōtsuchi e dichiarò: «Volevo che rispecchiasse – se possibile quasi esattamente – la cabina telefonica giapponese che aveva consolato così tante persone».
Nel novembre 2020 Corey Dembeck pose un telefono del vento, in questo caso soltanto un apparecchio telefonico montato su una tavola appesa al tronco di un albero, presso il Priest Point Park di Olympia (Washington); grazie a una raccolta di fondi organizzata via Internet dallo stesso Dembeck nel gennaio 2021, l'installazione è stata resa permanente nel novembre del 2021.
Nel marzo 2021 un telefono del vento simile a quello di Olympia è stato posto sul tronco di un albero nei pressi di Aspen, in Colorado. L'artista, rimasto anonimo perché simili installazioni sono vietate nelle foreste nazionali statunitensi, l'avrebbe fatto per dare conforto a coloro che piangono i morti causati dalla pandemia di COVID-19 e incoraggiare idealmente la lotta al virus da parte della scienza.